# Керацини
Кераци́ни (греч. Κερατσίνι), также Кераци́нион (Κερατσίνιον) — город в Греции, западный пригород Афин. Расположен на высоте 40 метров над уровнем моря на Афинской равнине у подножия Эгалео, на северо-восточном берегу залива Сароникос, между Перамой и Драпецоной, напротив острова Пситалея, в 10 километрах к юго-западу от центра Афины, площади Омониас, и в 29 километрах к западу от международного аэропорта «Элефтериос Венизелос». Административный центр общины (дима) Керацини-Драпецона в периферийной единице Пирей в периферии Аттика. Население 77 077 жителей по переписи 2011 года. Площадь 7,601 квадратного километра.

## История
В области Керацини располагался древний дем Тиметады (др.-греч. Θυμαιτάδαι), относившийся к филе Гиппотоонтида.
3 марта 1827 года в ходе Греческой революции греки под руководством Георгиоса Караискакиса освободили область Керацини от турок.
16 ноября 1916 года в ходе «Ноэмврианы» область Керацини была захвачена французами под руководством адмирала Дартижа дю Фурнье.
После Малоазийской катастрофы в Керацини поселились в большом количестве беженцы из Малой Азии. Город создан в 1928 году как Айос-Еорьос-Керациниу (Άγιος Γεώργιος Κερατσινίου). В 1934 году (ΦΕΚ 35Α) создана одноимённая община, в 1948 году (ΦΕΚ 204Α) город и община были переименованы в Керацини.
13 октября 1944 года в ходе оккупации Греции странами «оси» подразделение 6-го полка ЭЛАС Пирея совместно с рабочими одной из смен электростанции в Айос-Еорьос-Керациниу вело бой с немецкой частью подрывников, стремившихся взорвать станцию.
В 1966 году вступил в действие международный договор о сотрудничестве. Согласно договору Всесоюзное объединение «Технопромэкспорт» построило по проекту института «Теплоэлектропроект» и ввело в коммерческую эксплуатацию в 1971 году энергетический блок мощностью 200 МВт, работающий на мазуте, с паровым котлом П-56 для электростанции Государственной энергетической корпорации Греции (ДЕИ) в Керацини. Станция стала первым объектом советско-греческого экономического и технического сотрудничества. В 1981 году станция выработала около 7 % (1,4 млрд кВт×ч) электроэнергии в стране. В 1983 году вступил в действие международный договор о сотрудничестве в модернизации станции. В 1999 году завершено строительство газопровода-отвода диаметром 20 дюймов по транспортировке природного газа в Керацини от главного магистрального газопровода Кулата — Афины диаметром 34—36 дюймов.

## Население
| Год  | Население, человек |
| ---- | ------------------ |
| 1928 | 7598               |
| 1940 | 36 358             |
| 1951 | 40 179             |
| 1961 | 61 673             |
| 1971 | 67 672             |
| 1981 | 74 179             |
| 1991 | 73 265             |
| 2001 | 78 474             |
| 2011 | ↘ 77 077           |